# Guli Hamroyeva
 (novembre 2023).
Guli Razzakovna Hamroyeva (en ouzbek : Guli Razzoqovna Hamroyeva), née le 2 décembre 1946 à Tachkent et morte le 16 avril 2023, est une danseuse de ballet et éducatrice soviétique dont la carrière est associée au Théâtre de l'Opéra et du Ballet Alicher Navoï (Tachkent). Elle est honorée du titre d'Artiste du peuple de la RSS d'Ouzbékistan en 1983.

## Biographie
Elle était la fille de l'acteur Razzak Khamraev. En 1966, elle obtient son diplôme de l'École de danse de Tachkent avec une spécialisation en « artiste de ballet » et est acceptée dans la troupe de ballet du Théâtre de l'Opéra et de ballet Alicher Navoï.
Elle interprète des rôles principaux dans des productions telles que La Fontaine de Bakhchisarai (Zarema), Don Quichotte (Kitri), Esmeralda (Esmeralda), Spartacus (Aegina), Le Talisman de l'Amour (Chundari), Giselle (Myrtha), Le Lac des Cygnes (Danse espagnole, Odette-Odile), Cendrillon (Belle-mère), Miniatures espagnoles (Femme espagnole), Carmen (Carmen), Le Corsaire (Gulnara), Les Aventures de Nasreddin, Cléopâtre (Cléopâtre) et Miniatures vivantes (Kanizak),,,,. Elle apparaît également dans les films Dilorom (Dilorom) et Semurg (Parizod). Un film intitulé Boléro (1995) est dédié à la vie et à l'art de la ballerine.
En 2001, elle obtient son diplôme de l'École supérieure d'État de chorégraphie et de danse nationale de Tachkent avec une spécialisation en « metteur en scène-chorégraphe ». Elle occupe le poste de directrice de ballet de 2000 à 2002, puis à partir de 2002, elle est coach pédagogique de répétitions au théâtre,. À partir de 2002, elle est rectrice de l'École supérieure d'État de danse nationale et de chorégraphie de Tachkent (aujourd'hui l'Académie d'État de chorégraphie de l'Ouzbékistan),. Elle meurt le 16 avril 2023, à l'âge de 76 ans,,,,.

## Famille
- Son mari est l'artiste de ballet Vadim Gellert (né en 1967), un Artiste méritant de la République d'Ouzbékistan.
- Sa fille, Nadira Khamraeva, est une artiste de ballet et une artiste honorée de l'Ouzbékistan.
- Guzal travaille dans l'industrie de la mode et vit en Italie.